# 布朗斯代爾 (佛羅里達州)
布朗斯代爾（英語：Brownsdale）是位於美國佛羅里達州聖羅薩縣的一個人口普查指定地區。

## 地理
布朗斯代爾的座標為30°32′57″N 87°13′32″W / 30.54917°N 87.22556°W，而該地最高點為海拔高度74米（即243英尺）。

## 人口
根據2010年美國人口普查的數據，布朗斯代爾的面積為23.03平方千米，當中陸地面積為22.53平方千米，而水域面積為0.50平方千米。當地共有人口471人，而人口密度為每平方千米20人。